# Mirko Filipović
Mirko Filipović (Vinkovci, 10 september 1974) - alias Cro Cop - is een Kroatisch voormalig kickbokser en MMA-vechter.

## Begin carrière
Filipović begon zijn carrière met boksen. Toen hij klaar was met boksen had hij een staat van dienst van 40 gewonnen, vijf verloren en nul gelijke partijen en 31 k.o.'s.

## K-1
Hij begon op 26 maart 1996 met K-1, dit was een partij tegen Jérôme Le Banner. Hij bereikte in 1999 de finale van het K-1 toernooi, maar hij verloor door een K.O. tegen Ernesto Hoost. In 2012 bij het K-1 Grand Prix won Mirko de titel en had nu bij het MMA en bij het Kickboksen prijzen gewonnen. Hij won zijn laatste K-1-gevecht tegen Ismael Londt.

## Definitieve overstap naar MMA
In 2003 stapte hij definitief over naar MMA, bij Pride. Hoogtepunt voor CroCop was het winnen van de Pride Open Weight Grand Prix in september 2006.
Na het winnen van de 'Open Weight GP' maakte Filipović de overstap naar de UFC. In zijn eerste gevecht in UFC 67 'All Or Nothing' won hij van Eddie Sanchez door een TKO in de eerste ronde. In UFC 70 'Nations Collide' trad Filipović aan tegen Gabriel 'Napao' Gonzaga. De Braziliaan won door een highkick KO vlak voor het eind van de eerste ronde. Na een wedstrijd tegen Cheick Kongo die hij op unanieme beslissing verloor, was hij een aantal maanden inactief.

## Dream
Filipović kondigde op 12 februari op zijn weblog aankondigde dat hij naar Japan ging. De UFC gaf hem de mogelijkheid om de overstap te maken, met de optie om terug te keren. Op 15 maart 2008 won Filipović van de Pancrase-veteraan Tatsuya Mizuna door technische knockout in de eerste ronde.
Filipovićs volgende gevecht vond plaats op 23 september tegen Alistair Overeem. De wedstrijd werd na enkele onderbrekingen definitief gestopt nadat Filipović enkele rake kniestoten in zijn kruis had gekregen. De schade was te groot om verder te gaan en het gevecht werd tot een "no contest" uitgeroepen. Op het moment dat de partij gestopt werd, was Overeem aan het domineren. Deze verklaarde achteraf ook dat het hem leek alsof Filipović een manier zocht om uit het gevecht te ontsnappen. Al voor het gevecht was er wat harde taal gesproken: Overeem noemde Filipović oud en versleten, terwijl Filipović dan weer aanbood om die bewuste avond twee tegenstanders aan te pakken.
Op oudjaar 2008 vocht Filipović tegen Choi Hong-man op het K1 Dynamite-evenement. De Koreaan was niet opgewassen tegen het spervuur aan lowkicks dat Filipović op hem losliet. Hij gaf op na 6 minuten 32 in de eerste ronde. Voor de wedstrijd had Dana White, het hoofd van de UFC, te kennen gegeven dat een winstpartij Filipović een ticket terug naar de UFC kon bezorgen.

## Terugkeer naar de UFC
Na de winstpartij tegen Choi en wat revalidatie na ingrepen die nodig waren om aanslepende blessures te behandelen, was Filipović weer fit om te vechten. Zijn volgende kamp vond plaats op 13 juni in Keulen tijdens UFC 99. Tegenstander van dienst was de Brit Mostapha Al-turk. Filipović won de partij, maar niet zonder enige controverse. Al-turk had namelijk de vingers van cro crop (onopzettelijk) in zijn ogen gekregen.
De partij zorgde ervoor dat Filipović een stapje dichter was bij een UFC titelgevecht. Daarvoor zou hij nog wel een of twee gevechten moeten winnen. De volgende tegenstander werd bekendgemaakt: Junior dos Santos. De partij eindigde in een nederlaag voor "Cro Cop". Fans en commentatoren zagen een Filipović die het gevecht vooral probeerde te ontlopen. Dos Santos domineerde de partij en kon in de derde ronde Filipović dwingen tot opgave.
In 2015 vocht Filipović in een rematch tegen Gonzaga. In de eerste twee rondes domineerde Gonzaga, maar Filipović kwam terug met goede takedownverdediging in de derde ronde, wat hij opvolgde met een lawine aan ellebogen die te veel bleken voor Gonzaga.

## Rizin, Bellator en einde carrière
Filipović verruilde de UFC in 2016 voor Rizin. Hij won hier alle zes zijn wedstrijden, waarvan vijf in de eerste ronde. Zijn laatste wedstrijd vocht hij vervolgens in februari 2019 onder de vlag van Bellator MMA, een overwinning (unanieme jurybeslissing) op Roy Nelson.
Filipović maakte op 1 maart 2019 bekend dat hij zijn carrière per direct beëindigde. De aanleiding hiervoor was dat hij een beroerte heeft gehad.

## Gewonnen titels
- Full-contact I.K.B.F zwaargewicht-titel
- Pride Fighting Championships Open weight Grand Prix toernooi 2006
- K1 Zagreb 2013
- Rizin Open Weight Championship 2016